# Erchin
 Erchin  es una población y comuna francesa, en la región de Norte-Paso de Calais, departamento de Norte, en el distrito de Douai y cantón de Arleux.

## Demografía
| 625 | 644 | 630 | 653 | 810 | 781 |
| Para los censos de 1962 a 1999 la población legal corresponde a la población sin duplicidades (Fuente: INSEE [Consultar]) |     |     |     |     |     |